# Criopsis curtus
Criopsis curtus – gatunek chrząszcza z rodziny kózkowatych i podrodziny zgrzypikowych. Jedyny przedstawiciel rodzaju Criopsis.

## Zasięg występowania
Ameryka Południowa, występuje w płd. Brazylii (stany Minas Gerais, Espírito Santo,  Rio de Janeiro, São Paulo, Parana i Santa Catarina) oraz w Paragwaju.